# Куриный клещ

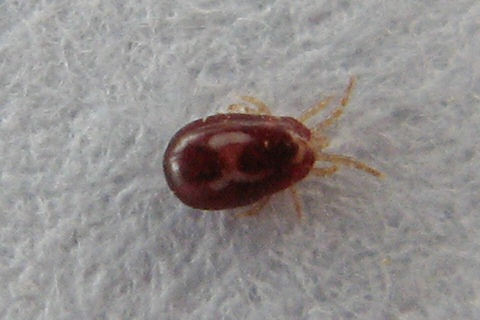
Dermanyssus gallinae

Кури́ный клещ (лат. Dermanyssus gallinae) — паразитический кровососущий гамазовый клещ, паразитирует на пернатых разных видов, вызывает дерманиссиоз.

## Описание
Тело овальное, красновато-коричневое, с белыми пятнами на спине. Самка имеет длину 0,75—0,84 мм (ширина — 0,4). Самец — 0,6 мм (ширина — 0,3). Яйцо овальное (около 0,3 мм), протонимфа почти прозрачная (0,4 мм), длина голодной дейтонимфы до 0,6 мм. В России почти повсеместно. Обитает в птичниках, клетках и гнёздах, паразитируя на домашних и диких птицах. Днём прячется, нападая на птиц обычно по ночам. У людей, работающих в птичниках, укусы вызывают зуд и дерматозы. Является переносчиком ряда заболеваний (в том числе энцефалита кур). Снижает яйценоскость кур, приводит их к истощению и анемии.

## Размножение и рост
Из отложенных самками яиц через 50—120 часов выходят личинки, которые не питаются. Через 24—30 часов малоподвижная личинка превращается в протонимфу. Стадии протонимфы и дейтонимфы поглощают кровь хозяина и активно передвигаются. Дейтонимфы превращаются во взрослых самцов и самок. Самка откладывает до 20 яиц, число которых зависит от количества высосанной крови.